# 케니 워멀드
케네스 "케니" 워멀드(Kenneth "Kenny" Wormald, 1987년 7월 27일 ~ )는 미국의 무용가, 안무가, 배우이다.

## 출연 작품

### 영화
- You Got Served (2004)
- 점원들 2 (2006)
- 잭애스 2 (2006)
- 열정의 무대 2 (2008, Center Stage: Turn It Up)
- 풋루즈 (2011)
- 친구와 애인 사이 (2013)
- The Living (2014)
- Kid Cannabis (2014)
- Lap Dance (2014)
- 바이 더 건 (2014)
- 러브 앤 머시 (2014)
- 걸 인 더 포토그래프 (2015)
- 허니 3: 데어 투 댄스 (2016, Honey 3: Dare to Dance)
- High Low Forty (2017)
- 인간사냥 (2017, Happy Hunting)